# مضخة حرارية جيوثيرمية
مضخة حرارية جيوثيرمية كما تُعرف باسم مضخة حرارية للحرارة الجوفية أو مضخة حرارية ذات مصدر أرضي (جي إس إتش بّي) هي نظام تدفئة و/أو تبريد مركزي ينقل الحرارة من باطن الأرض.
تستخدم الأرض باستمرار، دون انقطاعات، كمنبع حراري (في الشتاء) أو مصرف حراري (في الصيف). يستغل هذا التصميم درجات الحرارة المعتدلة في جوف الأرض لزيادة المردود وتقليل التكاليف التشغيلية لأنظمة التبريد والتدفئة، ويمكن دمجها مع تدفئة شمسية لتشكيل نظام جيوشمسي (شمسي-أرضي) بمردود أعلى من ذلك حتى. تعرف أيضًا بأسماء أخرى، منها أنظمة التبادل الأرضي والطاقة الأرضية. يفضل المجتمعان العلمي والهندسي مصطلحات «التبادل الأرضي» أو «المضخات الحرارية ذات مصادر حرارية أرضية» لتفادي الخلط مع أنظمة الكهرباء الحرارية الجوفية التقليدية، التي تستخدم منبع حراري ذا درجة حرارة مرتفعة لتوليد الكهرباء. تحصد المضخات الحرارية الجيوثيرمية الحرارة الممتصة على سطح الأرض من الطاقة الشمسية. درجة الحرارة تحت الأرض بستة أمتار تعادل تقريبًا درجة حرارة الجو الوسطية السنوية الموافقة لخط العرض عند السطح.
اعتمادًا على خط العرض، تبقى درجة الحرارة تحت الأمتار الستة العليا (20 قدم) من سطح الأرض ثابتةً تقريبًا بين 10 إلى 16 درجة مئوية (50 و60 درجة فهرنهايت)، إذا لم يؤثر على درجة الحرارة وجود مضخة حرارية. تستخدم هذه الأنظمة، كما في الثلاجة ومكيف الهواء، مضخة حرارية لنقل الحرارة قسريًّا من جوف الأرض. يمكن لمضخات الحرارة نقل الحرارة من مكان بارد إلى مكان دافئ، بعكس الاتجاه الطبيعي للتدفق الحراري، أو يمكنها تعزيز التدفق الطبيعي للحرارة من منطقة دافئة إلى أخرى باردة. نواة المضخة الحرارية حلقة من وسيط التبريد يُضخ من خلال دورة تبريد انضغاطية تبخيرية تحرك الحرارة. تكون المضخات الحرارية ذات المصادر الهوائية عادةً أكثر فعالية في التسخين من السخانات الكهربائية الصرفة، حتى عند استخراج الحرارة من هواء الشتاء البارد، لكن تبدأ المراديد بالانخفاض بشكل كبير عند انخفاض درجة حرارة الجو الخارجي عن 5 درجات مئوية (41 درجة فهرنهايت). تتبادل مضخة الحرارة ذات المصدر الأرضي الحرارة مع باطن الأرض. هذا أكثر فعاليةً طاقيةً بكثير لأن درجات الحرارة في باطن الأرض أكثر استقرارًا من درجات حرارة الهواء خلال العام. تختفي التغيرات الموسمية تدريجيًّا مع العمق إلى أن تنعدم كليًّا تحت 7 أمتار (23 قدمًا) إلى 12 مترًا (39 قدمًا) بسبب العطالة الحرارية. كما في الكهوف، درجة حرارة الجوف القريب من السطح أدفأ من الهواء في الأعلى خلال الشتاء وأبرد منه خلال الصيف. تستخرج المضخة الحرارية ذات المصدر الأرضي حرارة باطن الأرض في الشتاء (للتدفئة) وتنقل الحرارة مجدّدًا إلى جوف الأرض في الصيف (للتبريد). بعض اتلأنظمة مصممة للعمل بوضع تشغيل واحد فقط، تدفئة أو تبريد، حسب المناخ.
تصل أنظمة مضخات الحرارة الباطنية معاملات أداء مرتفعة جدًّا، 3 إلى 6، في أبرد ليالي الشتاء، مقارنةً بـ1.75-2.5 لمضخات الحرارة ذات المصادر الهوائية في الأيام الباردة. تعتبر المضخات الحرارية ذات المصادر الأرضية من بين أكثر التكنولوجيات كفاءةً طاقيةً لتوفير أنظمة التدفئة والتهوية وتكييف الهواء (إتش فّاك) وتسخين المياه.
التكاليف التأسيسية أعلى منها في الأنظمة التقليدية، لكن الفرق يُسترجع عادةً عن طريق التوفير في الطاقة خلال 3 إلى 10 سنوات. تُضمن أنظمة المضخات الحرارية الجيوثيرمية من قبل المصنعين، ويقدر عمرها التشغيلي ب25 سنة للقطع الداخلية و50 سنة فأكثر للدارة تحت الارضية. اعتبارًا من عام 2004، هناك ما يفوق مليون وحدة مركبة حول العالم توفر 12 غيغاواط من القدرة الحرارية، بمعدل نمو سنوي 10%.

## المبادل الحراري الأرضي
توفر المضخات الحرارية التدفئة الشتائية باستخراج الحرارة من منبع حراري ونقلها إلى مبنى. يمكن استخراج الحرارة من أي مصدر، مهما كان باردًا، لكن المصدر الأدفأ دائمًا يسمح بمردود أعلى. تستخدم المضخة الحرارية ذات المصدر الأرضي الطبقة العليا من قشرة الأرض كمنبع حراري. مستفيدةً بذلك من درجة حرارتها المعتدلة على مدى المواسم.
في الصيف، يمكن عكس العملية بحيث تستخرج المضخة الحرارية الحرارة من المبنى وتنقلها إلى الأرض. نقل الحرارة إلى مكان أبرد يستهلك طاقة أقل، لذا يستفيد المردود التبريدي للمضخة الحرارية من درجة الحرارة الجوفية الأقل.
توظّف المضخات الحرارية ذات المصادر الأرضية مبادلًا حراريًّا على تلامس مع جوف الأرض أو مع المياه الجوفية لاستخراج أو تبديد الحرارة. هذا المكون يستهلك خُمس إلى نصف كلفة النظام الكلية، وبالتالي فهو الجزء الأثقل على الميزانية عند استبداله أو إصلاحه. تقييس هذا المكون بشكل صحيح أمر ضروري لضمان الأداء طويل الأمد: يتحسن المردود الطاقي للنظام بما يقارب 4% لكل درجة مئوية (سيليسيوس) تُكسب من خلال التقييس الصحيح، ويجب المحافظة على توازن درجة الحرارة الباطنية من خلال التصميم الصحيح للنظام ككل. يمكن للتصميم غير الصحيح أن يؤدي إلى تجمد النظام بعد عدد من السنوات أو إلى أداء غير فعال للنظام؛ وبالتالي، فإن تصميم النظام بدقة أمر حاسم لنجاحه.
تتعرض المبادلات الحرارية الأفقية غير العميقة 3-8 أقدام (0.91-2.44 مترًا) لدورات درجات حرارة موسمية بسبب الربح الشمسي وضياعات النقل إلى الهواء الجوي عند مستوى سطح الأرض. تتأخر هذه الدورات وراء المواسم بسبب العطالة الحرارية، بحيث يحصد المبادل الحراري الحرارة التي أودعتها الشمس قبل عدة شهور، كما تزداد حمولته في نهاية الشتاء وفي الربيع بسبب برد الشتاء المتراكم. تعتمد الأنظمة العميقة العمودية البالغ عمقها 100-500 قدمًا (30-152 مترًا) على هجرة الحرارة من البيئة الجيولوجية المحيطة، ما لم تكن تُشحن سنويًّا بطريقة الشحن الشمسي للأرض أو الحرارة الخارجة (حرارة العادم) من أنظمة تكييف الهواء.
يوجد العديد من الخيارات للتصاميم الرئيسية لهذه الأنظمة، تصنف وفق المائع والتصميم الخارجي. تدير أنظمة التبادل المباشر وسيط التبريد تحت الأرض، تستخدم أنظمة الدارة المغلقة مزيجًا من الماء ومانع التبريد، وتستخدم أنظمة الدارة المفتوحة المياه الجوفية الطبيعية.

### التبادل المباشر (دي إكس)
تعد المضخة الحرارية الجيوثيرمية بالتبادل المباشر (دي إكس) أقدم أنواع تكنولوجيا المضخات الحرارية الجيوثيرمية. يتحقق الوصل مع باطن الأرض عبر دارة واحدة، تدير وسيط التبريد، بتماس حراري مباشر مع باطن الأرض (عوضًا عن وجود دارة وسيط تبريد ودارة مائية). يغادر وسيط التبريد حجرة المضخة الحرارية، ويدور عبر دارة أنبوبية نحاسية مدفونة تحت الأرض، ويتبادل الحرارة مع باطن الأرض قبل أن يعود إلى المضخة. يشير اسم «التبادل المباشر» إلى التبادل الحراري بين دارة وسيط التبريد وباطن الأرض دون استخدام مائع وسيط. لا يوجد تفاعل مباشر بين المائع والأرض؛ فقط تبادل حراري عبر جدار الأنبوب. لا يجب الخلط بين المضخات الحرارية بالتبادل المباشر و«المضخات الحرارية ذات المصادر المائية» أو «المضخات الحرارية العاملة على دارة مائية» لعدم وجود مياه في الدارة الجوفية. تعرف الجمعية الأمريكية لمهندسي التدفئة والتبريد وتكييف الهواء (آشري) مصطلح المضخة الحرارية المقترنة بالأرض لتشمل أنظمة الدارة المغلقة وأنظمة التبادل المباشر، مع إقصاء أنظمة الدارة المفتوحة من هذا التعريف.
أنظمة التبادل المباشر أكثر فعالية وذات تكاليف تأسيسية أقل من أنظمة الدارة المغلقة المائية. تساهم الناقلية الحرارية العالية للنحاس في تحسين مردود النظام، لكن التدفق الحراري تحده بشكل كبير الناقلية الحرارية للأرض نفسها، وليس الأنبوب. الأسباب الرئيسية في ارتفاع المردود هي التخلص من المضخة المائية (التي تستخدم الكهرباء)، والتخلص من المبادل الحراري بين وسيط التبريد والماء (وهو من مصادر الضياعات الحرارية)، والأهم من ذلك كله، الحرارة الكامنة للتحول الطوري لوسيط التبريد في الأرض نفسها.

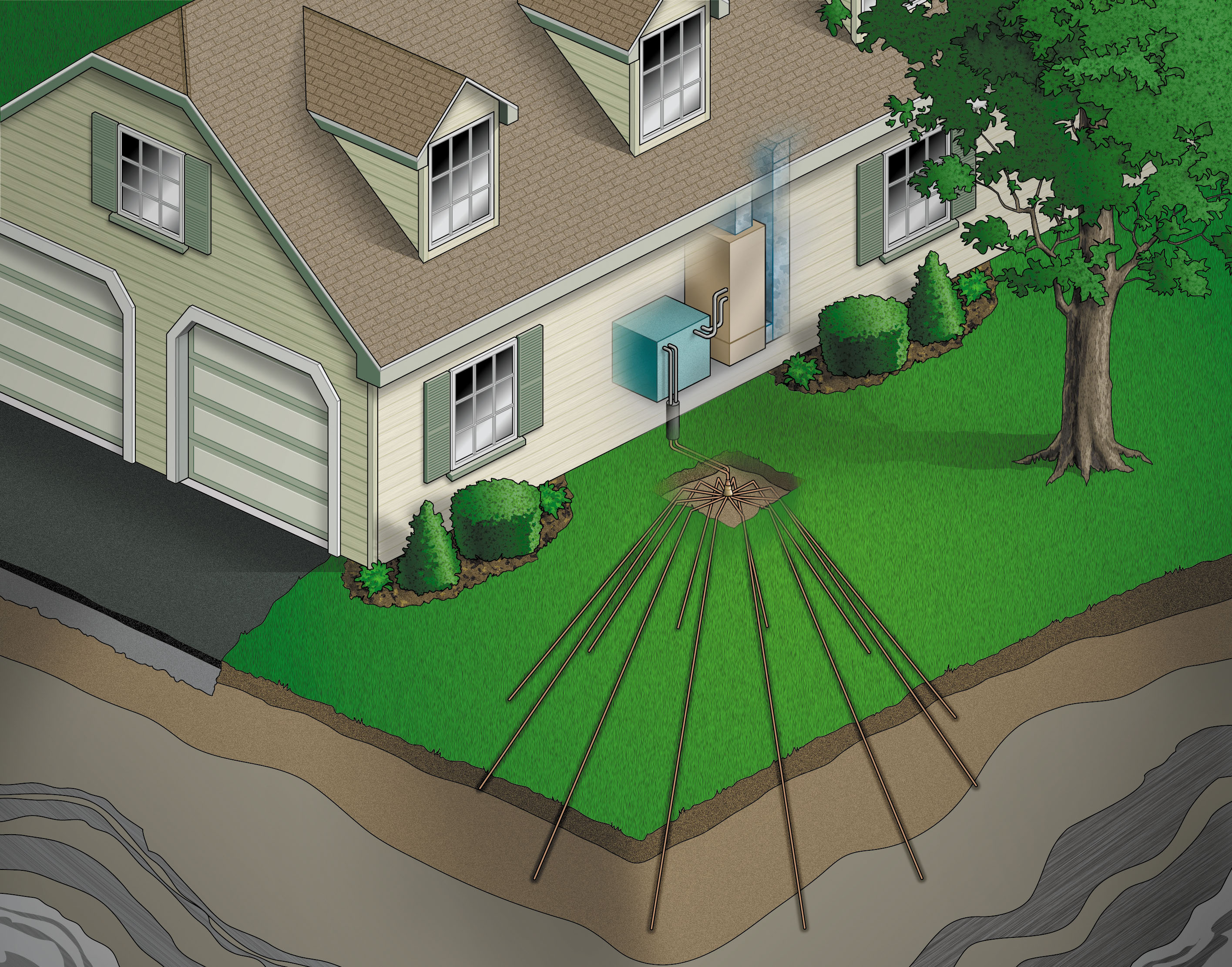
نظام تبادل جيوحراري مباشر

على كلًّ، في حال حدوث التسرب لا يوجد تقريبًا أية خطر تلوث لباطن الأرض أو المياه الجوفية. على عكس الأنظمة الجيوثيرمية ذات المصادر المائية، لا تحتوي أنظمة التبادل المباشر مانع تجمد. وبالتالي، في حال حدوث تسرب، سيتبخر وسيط التبريد المستعمل حاليًّا في معظم الأنظمة –آر-410إيه- مباشرةً نحو الغلاف الجوي. مرجوع هذا إلى درجة الغليان المنخفضة لوسيط التبريد آر-410إيه: -51 درجة مئوية سيليسيوس (-60 درجة فهرنهايت). يستبدل وسيط التبريد آر-410إيه الأحجام الكبيرة التي تشغلها خلائط مانع التجمد المستخدمة في الأنظمة الجيوثيرمية ذات المصادر المائية ولا يشكل أي تهديد للمياه الجوفية ولا للأرض نفسها.
مع أنها تحتاج كميات أكبر من وسيط التبريد وكلفة الأنابيب أعلى لواحدة الطول؛ فإن دارة التبادل المباشر أقصر من دارة الماء المغلقة لنفس السعة الحرارية. يتطلب نظام التبادل المباشر فقط 15% إلى 40% من طول الأنابيب ونصف القطر الذي تحتاجه الثقوب المحفورة، وبالتالي فإن تكلفة الحفر أقل. دارات وسيط التبريد أقل سماحية للتسريب من دارات الماء لأن الغاز يمكن أن يتسرب من خلال عيوب أو ثقوب أصغر. هذا يستوجب استعمال الأنابيب النحاسية الملحّمة، رغم أن قيم الضغط مشابهة في دارات الماء. يجب حماية الدارة النحاسية من الاهتراء في التربة الحامضية (الأسيدية) باستخدام المصعد (القطب الموجب أو الأنود) الغلفاني أو طريقة حماية مهبطية أخرى.
أجرت وكالة حماية البيئة الأمريكية مراقبة ميدانية لنظام تسخين مياه بمضخة حرارة تعمل على التبادل الأرضي المباشر في تطبيق تجاري. صرحت الوكالة بأن النظام وفر 75% من الطاقة الكهربائية الني كانت ستتطلبها وحدة تسخين مياه بالمقاومة الكهربائية. وفقًا للوكالة، إذا شُغّل النظام بقدرته الكاملة، يمكنه تفادي انبعاثات تصل إلى 7100 باوندًا من ثاني أكسيد الكربون و15 باوندًا من أكاسيد الآزوت (النتروجين) كل سنة لكل طن من قدرة الضاغط (أو 42600 باوندًا من ثاني أكسيد الكربون و90 باوندًا من أكاسيد النتروجين لنظام تقليدي بست أطنان تبريد (~21.5 كيلوواط).
في المناخات الشمالية، ورغم أن درجة حرارة الأرض أبرد، كذلك درجة حرارة المياه الواردة، ما يسمح باستبدال الأنظمة عالية المردود لمقدار طاقة أكبر من ذلك الذي كانت ستتطلبه الأنظمة المشغلة بالكهرباء أو الوقود الأحفوري. أي درجة حرارة فوق -40 درجة مئوية سيليسيوس تكفي لتبخير وسيط التبريد، ويمكن لأنظمة التبادل المباشر حصد الطاقة من الجليد؟
في المناخات الحارة جدًّا ذات التربة الجافة، تزيد إضافة جهاز تبريد مساعد كمكثف ثانٍ بين الضاغط والدارات الأرضية من المردود ويمكن أن تقلص حجم الدارة الأرضية التي يجب تركيبها.

### الدارة المغلقة
معظم الأنظمة المركبة لها دارتان من جهة باطن الأرض: دارة التبريد الرئيسية محتواة في حجرة الخدمات حيث تتبادل الحرارة مع دارة مائية ثانوية مدفونة تحت الأرض. الدارة الثانية تصنع عادةً من أنبوب بولي إيثيلين وتحتوي مزيجًا من الماء ومانع التجمد (بروبلين غليكول أو كحول منزوع الطعم أو ميثانول). للمونوبروبيلين غليكول أقل احتمال لإحداث الضرر عند تسربه إلى جوف الأرض، ولذلك فهو مانع التجمد الوحيد المسموح به في عدد من الدول الأوروبية.

## تاريخ
وصف لورد كيلفن المضخة الحرارية لأول مرة عام 1853، وطورها بيتر ريتر فون ريتينغر عام 1855. بعدما أجرى روبرت سي. ويبر تجارب على مُبرد، بنى أول مضخة حرارية ذات مصدر أرضي بتبادل مباشر في أواخر أربعينيات القرن الماضي. رُكب أول مشروع تجاري ناجح في مبنى الكومنولث في أوريغون بولاية بورتلاند عام 1948، وصنفته الجمعية الأمريكية للمهندسين الميكانيكيين معلمًا هندسيًا ميكانيكًا من التاريخ الوطني. أصبحت تقنية المضخة الحرارية شائعة في السويد في سبعينيات القرن الماضي، وازدهرت عالميًا بشكل بطيء. هيمنت أنظمة الدارة المفتوحة على السوق حتى تطوير صناعة أنابيب البوليبوتيلين عام 1979، والتي جعلت أنظمة الدارة المغلقة متاحة تجاريًا. بدءًا من عام 2004، رُكّب أكثر من مليون وحدة في جميع أنحاء العالم، وجميعها توفر سعة حرارية بمقدار 12 غيغا واط. في كل عام، يُركب في الولايات المتحدة نحو 80 ألف وحدة (تُستخدم الطاقة الجيوثرمية في جميع الولايات الأمريكية الـ 50 اليوم، ومن المحتمل أن تؤدي التقنية إلى نمو السوق خلال الأجل القريب والادخار والتوفير)، و27 ألف وحدة في السويد. في فنلندا، كانت المضخات الحرارية الجيوثرمية الخيار الأكثر شيوعًا في مجال نظام التدفئة، خاصة في المنازل المنعزلة والجديدة بين عامي 2006 و2011، ما أدى إلى تجاوز حصة السوق حاجز الـ 40 بالمئة.

### الدارة المغلقة
بعد خروج الماء من المبادل الحراري الداخلي، يتدفق عبر الدارة الثانوية خارج المبنى لتبادل الحرارة مع الأرض قبل العودة. توضع الدارة الثانوية أسفل خط التجمد، حيث تكون الحرارة أكثر ثباتًا، ومن المفضل غمسها في جسم مائي إذا كان ذلك متاحًا. تكون الأنظمة داخل الأرض الرطبة أو الماء أكثر فعالية بشكل عام من الدارات الأرضية الجافة، لأن الماء يصرف ويخزن الحرارة أفضل من الأرض أو الرمال الصلبة. إذا كانت الأرض جافة بشكل طبيعي، بالإمكان دفن خراطيم نقع داخل الدارة الأرضية لإبقائها رطبة.
تحتاج أنظمة الدارة المغلقة إلى مبادل حراري بين الدارة المبردة والدارة المائية، وتحتاج أيضًا إلى مضخات في كلتا الدارتين. تصنع بعض الشركات دارة أرضية منفصلة مزودة بمضخة سائلة، بينما تميل بعض الشركات إلى دمج المضخات والصمامات داخل المضخة الحرارية. بالإمكان أيضًا تركيب خزانات أو صمامات تنفيس الضغط على جانب السائل المُسخن. لأنظمة الدارة المغلقة فعالية أقل مقارنة بأنظمة التبادل المباشر، لذا تتطلب أنابيب أطول وأكبر لوضعها في الأرض، ما يؤدي إلى زيادة تكاليف أعمال الحفر.
بالإمكان أيضًا تركيب شبكة أنابيب الدارة المغلقة أفقيًا على شكل حقل من الدارات داخل خنادق، أو عموديًا على شكل سلسلة من الأنابيب ذات الشكل U داخل آبار. يعتمد حجم حقل الدارة على نوعية التربة ومحتواها من الرطوبة، وعلى متوسط درجة حرارة الأرض وسمات فقدان أو كسب الحرارة الخاصة بالمبنى. بالإمكان تقدير درجة حرارة التربة الداخلية، والتي تبلغ تقريبًا متوسط درجة الحرارة يوميًا في المنطقة.

#### الحقل العمودي
يتألف حقل الدارة المغلقة العمودي من أنابيب تُركب بشكل عمودي داخل الأرض. تُحفر حفرة في التربة، ويكون عمقها في العادة 15 إلى 122 مترًا، وبالإمكان استخدام أساسات بناء المبنى، إذ تمتص (أو تفرّغ) السوائل الجارية الحرارة التي تحملها من الأرض (أو إلى الأرض في حالة التفريغ). تُرفق أزواج الأنابيب في الحفرة بموصل متصالب على شكل حرف U في أسفل الحفرة أو تُحاط بأنبوبين صغيرين في العرض يحويان البولي إثيلين عالي الكثافة HDPE، تُدمج تلك الأنابيب مع بعضها حراريًا لتشكل انحناءً على شكل حرف U في الأسفل. يُحشى الفراغ بين ثقب السبر والأنابيب ذات الشكل U كُليًا بمادة للحشو، وفي بعض الأحيان، يُملأ الفراغ بالمياه الجوفية. 